# خطأ (عام)
 .
لغةً
1١.الخَطَأُ - خَطَأُ:
الخَطَأُ: الخَطاءُ.

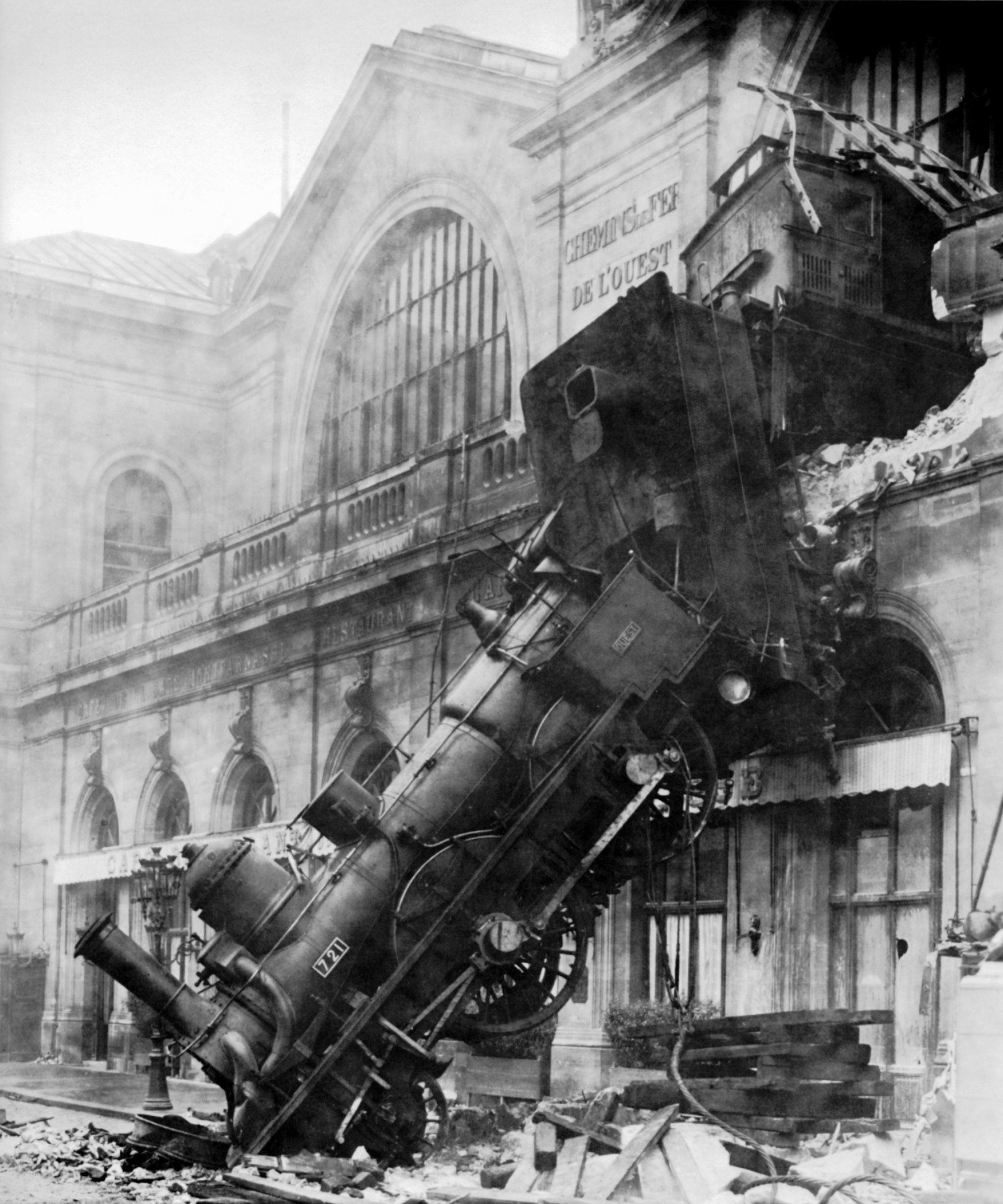
الكثير من الحوادث تكون نتيجة خطأ غير مقصود

وفي الحديث: حديث شريف رُفع عن أُمَّتي الخَطَأُ والنسيان. والجمع: أخْطاءٌ. المعجم الوسيط
2. خطأ - ج، أخطاء:
1 - مصدر خطئ.
2 - بعد عن الصواب.

كلمةخطأ تنطوي على معان مختلفة نسبة إلى مفاهيم تطبيقية كثيرة. معنى «خطأ» الكلمة اللاتينية هو «الحائر» أو «الشرود». خلافا للوهم، الأخطاء أو الخطأ في بعض الأحيان يمكن أن تتبدد من خلال المعرفة (أن الشخص الذي يبحث فيجد السراب وليس يجد الماء الحقيقي لا يجعل ظاهرة السراب تختفي). على سبيل المثال، يمكن للشخص الذي يستخدم أكثر من عنصر في وصفة وفشل المنتج لعدم معرفة الكمية المناسبة للاستخدام، وحاول تجنب تكرار هذا الخطأ. ومع ذلك، يمكن أن تحدث بعض الأخطاء، حتى عندما الأفراد الذين لديهم المعرفة المطلوبة لتنفيذ مهمة بشكل صحيح.
وتشمل الأمثلة نسيان تحصيل باقي النقود بعد شراء الشوكولاته من آلة البيع، نسيان الوثيقة الأصلية بعد إجراء النسخ، ونسيان تحويل الغاز بعد طبخ وجبة الطعام. تحدث بعض الأخطاء عندما يتم يصرف الفرد لشيء آخر.

## السلوك الإنساني

One error and its catastrophic results: Napoleon's retreat from Moscow, painted by Adolph Northen in the 19th century

خطأ: ارتكب ذنبا.

### اللغة الشفوية والمكتوبة
«خَطَّأَ التِّلْمِيذَ»: قَالَ لَهُ: «أَخْطَأْتَ».
«يَحْتَوِي الكِتَابُ عَلَى أَخْطَاءٍ مَطْبَعِيَّةٍ»: لَمْ تُكْتَبِ الكَلِمَاتُ كَمَا هِيَ فِي النَّصِّ الأَصْلِيِّ، أَغْلاَطٌ. «يَا لَهُ مِنْ خَطَإٍ فَاحِشٍ !».

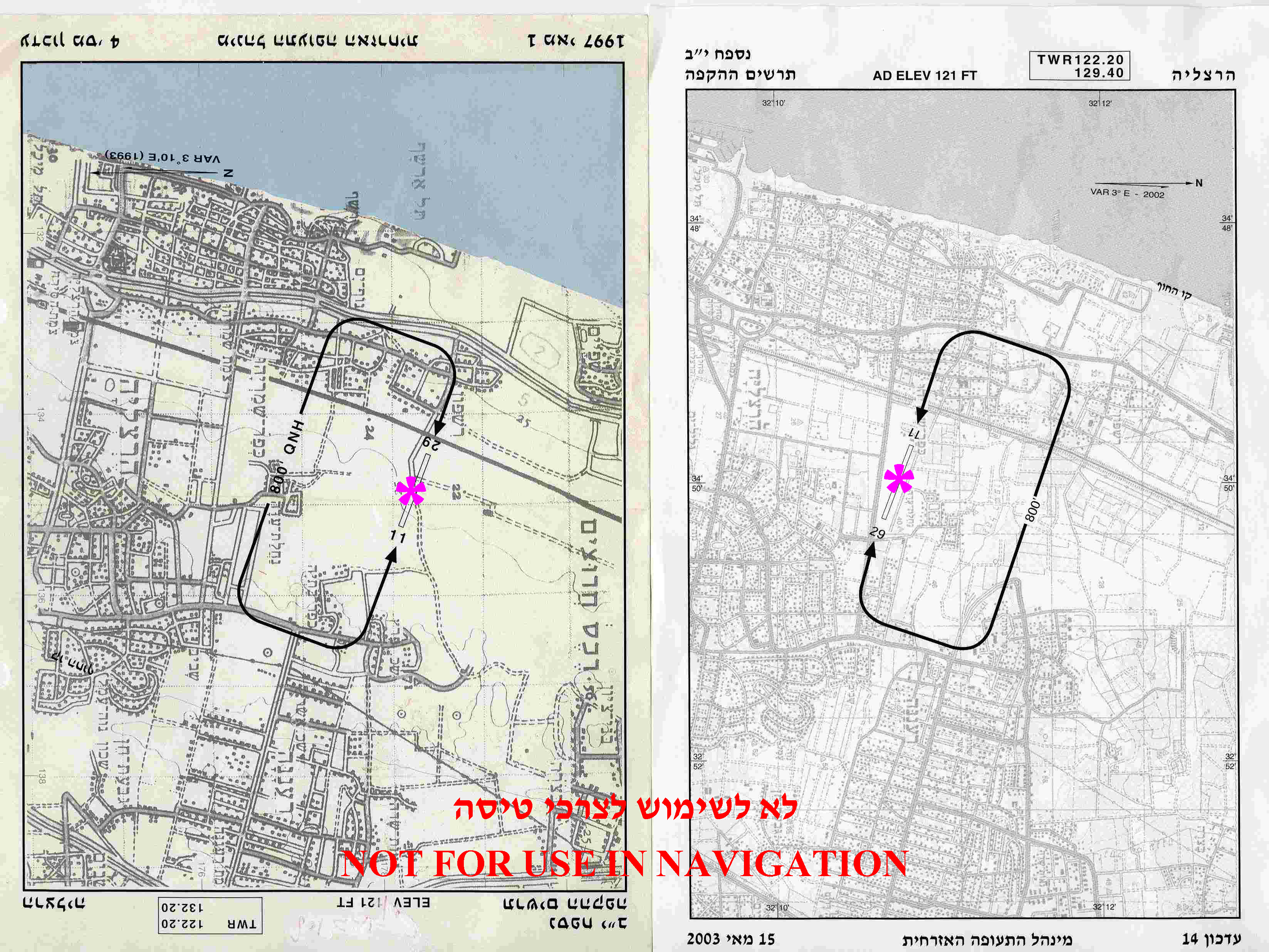
مطار هرتسيليا (Israel) مدرج هبوط location and نمط حركة المطارات chart (left) was erroneously printed as a result of "black layer" 180° misplacement. The corrected chart is on the right.

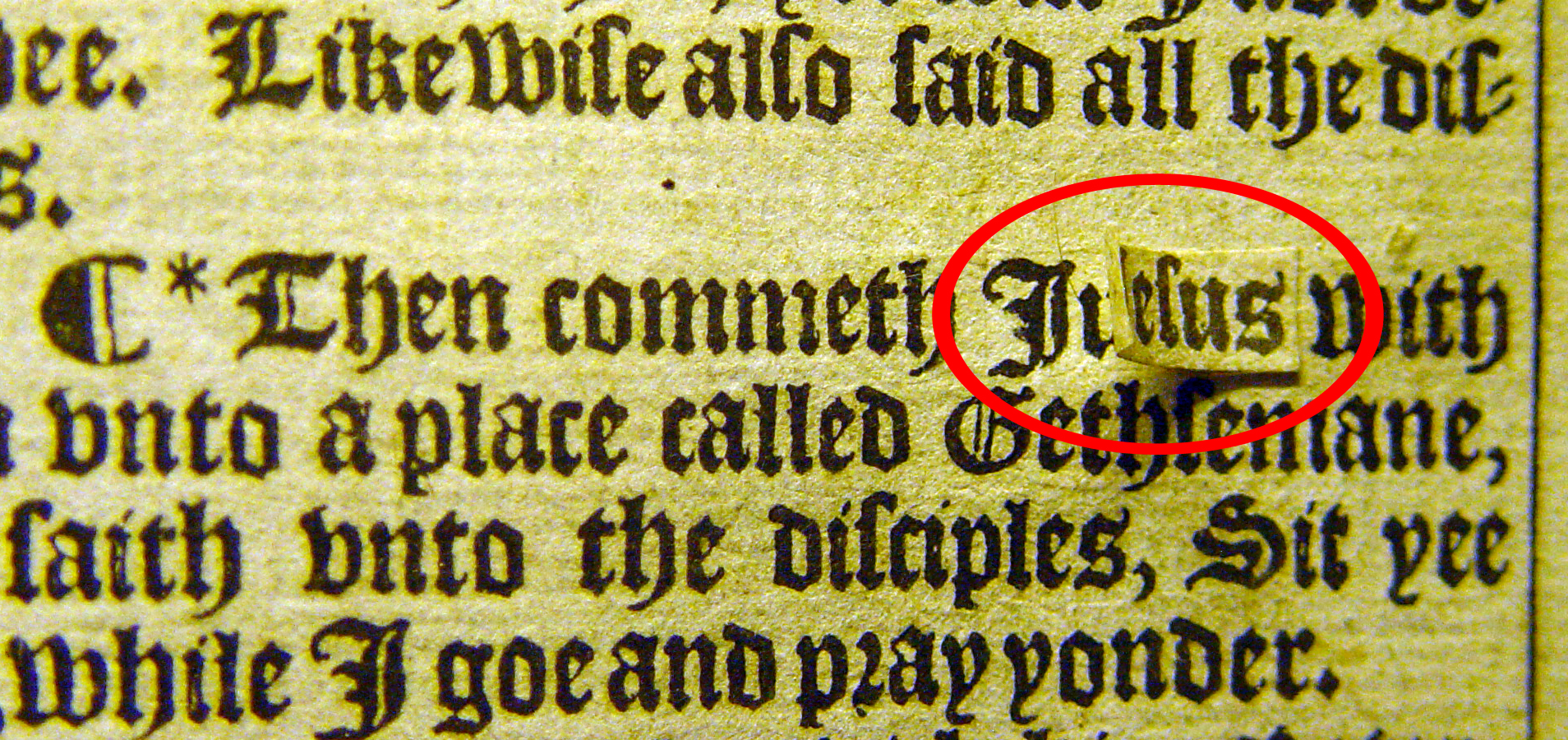
The 'Judas' Bible in St Mary's Church, Totnes, ديفون. This edition is known as the 'Judas' Bible because in Matthew c26 v36 'Judas' appears instead of 'Jesus'. In this copy the mistake is corrected with a slip of paper pasted over the misprint.

## العلوم والهندسة

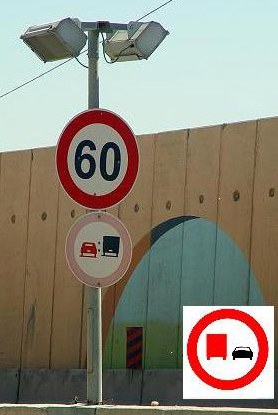
Erroneous traffic sign in إسرائيل. The correct sign is depicted on the lower-right corner.

التَّجربة والخطأ: مبدأ للتوصُّل إلى الحلّ الصحيح أو النتيجة المقنعة عن طريق استخدام الوسائل والنظريّات حتى يتمّ تقليل الخطأ أو تصحيحه.

## علم النفس
في (علوم النفس) نقص في جهاز أو طريق أو إجراء يؤثِّر على صدق النتائج.

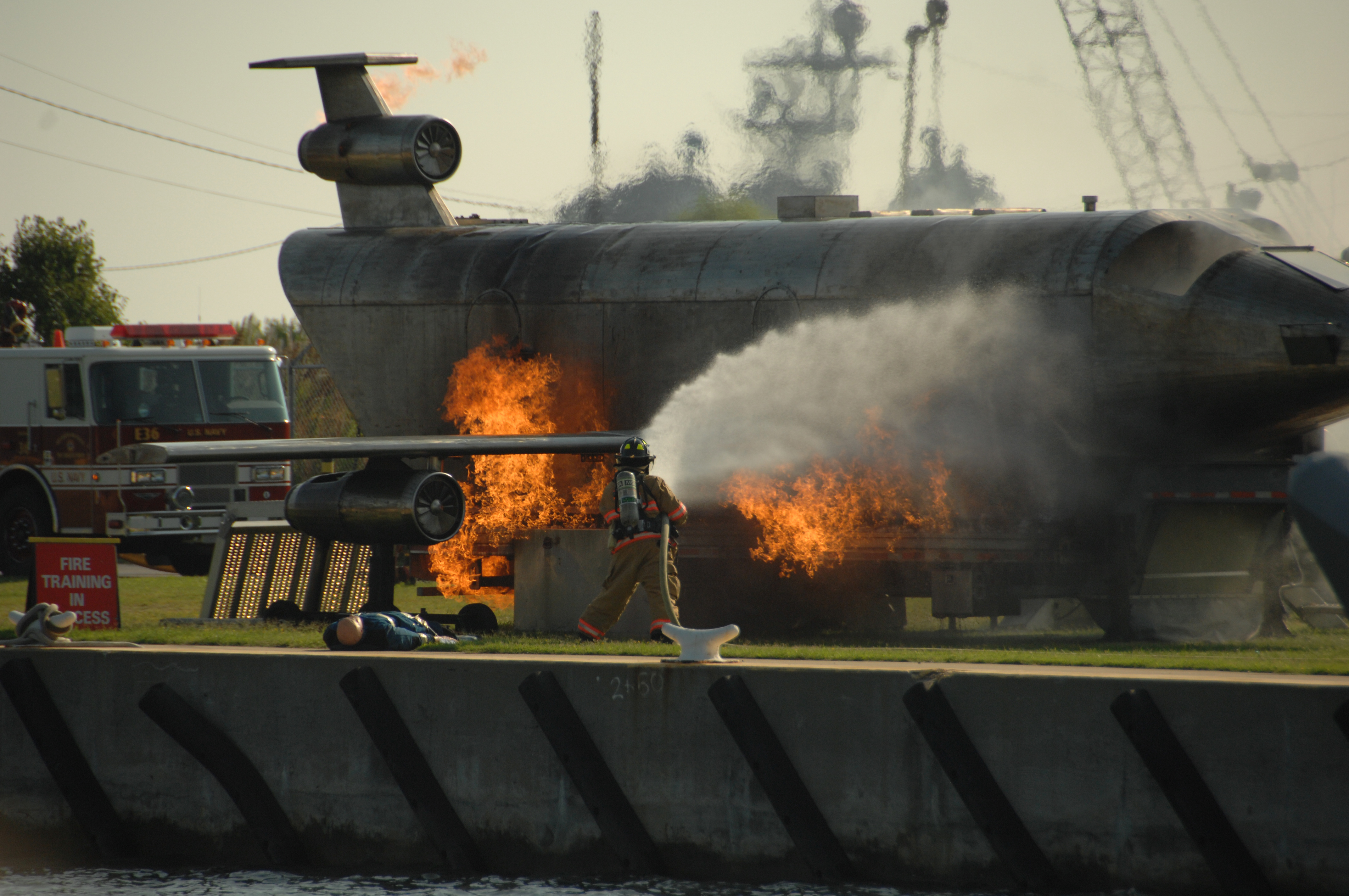
US Navy 110816-N-NW381-060 A Joint Expeditionary Base Little Creek-Fort Story firefighter douses a trainer simulating a crashed airplane during an

## المحاسبة
خطأ محاسبي أو حسابي: ينشأ إمّا عن إهمال أو عن خطأ في تطبيق المبادئ المحاسبية المقبولة قبولاً عامًّا مبادئ المحاسبة المقبولة عموما ، وتعني بالإنجليزية: «accounting error»
- مثلاً خطأ في إعداد الفواتير أو في القيد.

## العمل
(عمليات تشغيل الخدمة) هو خلل في التصميم أو فشل وظيفي ينتج عنه عطل واحد أو أكثر من عناصر التهيئة أو خدمات تكنولوجيا المعلومات. والخطأ الناتج عن شخص ما أو عملية خاطئة بحيث يؤثر على عنصر تهيئة أو خدمة تكنولوجيا معلومات هو أيضاً من أنواع الخطأ.(المجال: حاسوب)

### خطأ المعاينة
الخطأ الذي يحدث في عملية اختيار الأفراد للمساهمة في استطلاع للرأي العام أو لدراسات أخرى.

### خطأ معروف
(عمليات تشغيل الخدمة) هي مشكلة لها سبب جذري وأسلوب التفاف معروف وموثق. والأخطاء المعروفة يتم تكوينها وإدارتها على مدار دورة حياتها بواسطة إدارة المشاكل. الأخطاء المعروفة يمكن أن تكتشف أيضاً بواسطة عملية التطوير أو الموردين.(المجال: حاسوب)

### سجل خطأ معروف
(عمليات تشغيل الخدمة) هو سجل يحتوي على تفاصيل خطأ معروف، وكل سجل خطأ معروف يوثق دورة حياة خطأ معروف، بما في ذلك الحالة، والسبب الجذري، وأسلوب الالتفاف. في بعض حالات التنفيذ يتم توثيق الخطأ المعروف بإضافة بيانات إضافية إلى سجل المشكلة.---(المجال: حاسوب)

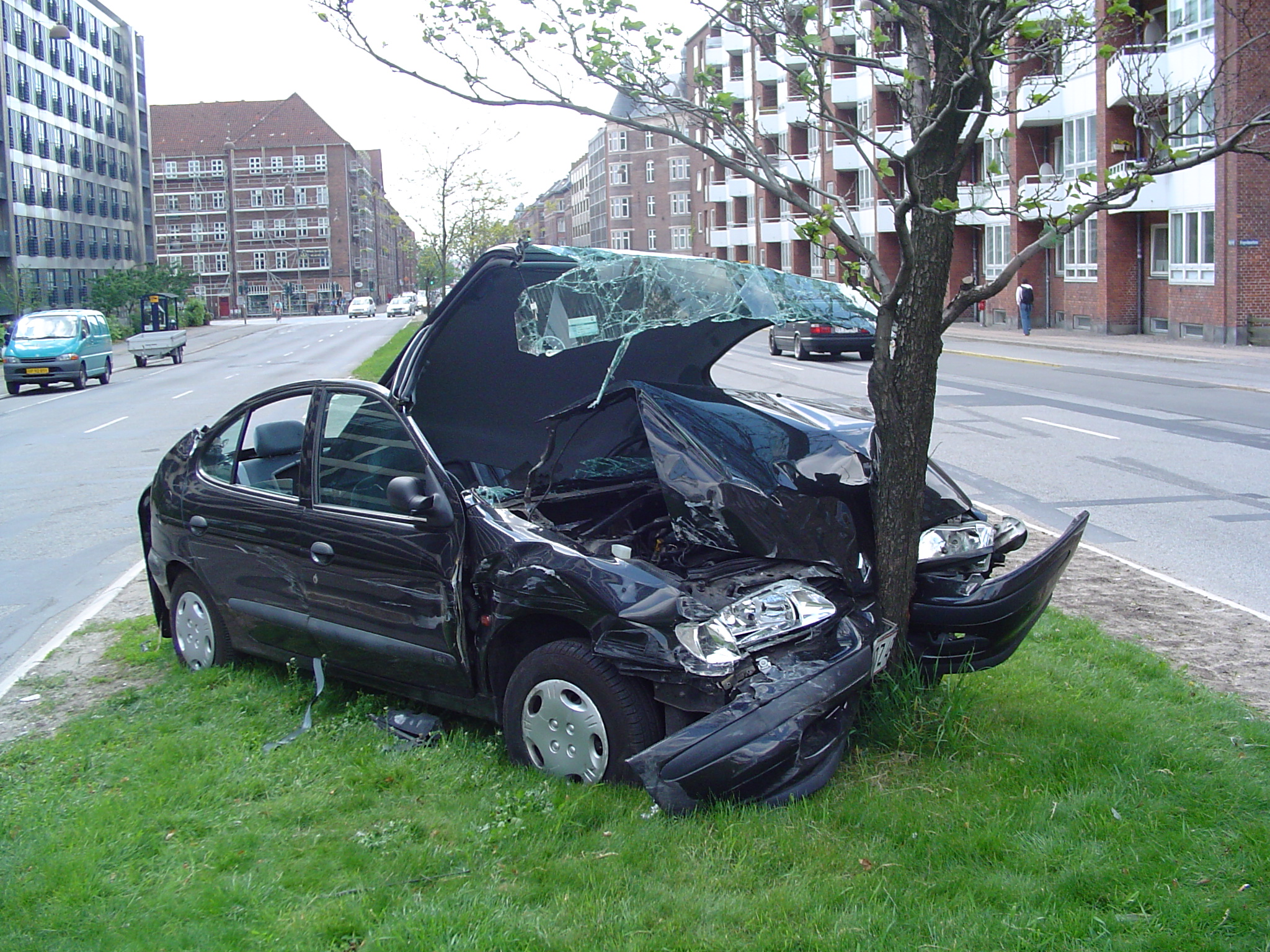
حادث مروري